# Чиршки, Генрих фон
Генрих (Хайнрих) Леонхард фон Чиршкий-унд-Бёгендорфф (нем. Heinrich Leonhard von Tschirschky und Bögendorff; 15 августа 1858, Дрезден, Германский союз — 15 ноября 1916, Вена, Австро-Венгрия) — германский государственный деятель, статс-секретарь министерства иностранных дел Германской империи (1906—1907).

## Биография
Родился в семье Отто фон Чирски и Бёгендорфа, генерального директора Королевских саксонских государственных железных дорог, представителя дворянской семьи Чиршчки. В 1881 г. поступил на службу в судебную систему Саксонии, в 1883 г. — на дипломатическую службу. В 1885—1886 гг. работал в министерстве иностранных дел в качестве секретаря статс-секретаря по иностранным делам Германии Герберта фон Бисмарка. После этого он был заместителем секретаря посольства в Вене, членом дипломатических миссий в Афинах и Берне, а также с 1893 г. — советником-посланником посольства в Османской империи, а с 1895 г. — в Санкт-Петербурге.
В 1900—1902 гг. являлся послом в Люксембурге, а в 1902—1906 гг. прусским посланником в Мекленбурге и ганзейских городах. Кроме того, он сопровождал с 1900 г. императора Вильгельма II в поездках в качестве представителя министерства иностранных дел.
В 1906—1907 гг. — статс-секретарь Министерства иностранных дел Германии. В этом качестве 11 января 1907 года он подписал со своим датским коллегой Йоханом Хенриком фон Хегерманн-Линденкроном так называемый «Договор об оптантах». Он снял напряженность, существовавшую после немецко-датской войны (1864) в северной пограничной зоне Шлезвиг. Небольшой группе датчан в Северном Шлезвиге была предоставлена возможность выбирать между немецким и датским гражданством.
С 1913 г. до конца жизни являлся послом в Австро-Венгрии. В этом качестве 13 декабря 1913 г. он провел переговоры с представителями Тройственного союза на которых обсуждалась предстоящая война против Франции и России. Он вместе с австро-венгерским начальником генштаба Францем Конрадом фон Хётцендорфом утверждал, что положение Тройственного союза в Европе ухудшится, поскольку с другой стороны, произойдет объединение Великобритании, Франции и России. В подробном заявлении Готлибу фон Ягову от 29 октября 1915 г., которое также было представлено канцлеру Бетману-Гольвегу, посол выступал против экспериментального австро-польского решения по польскому вопросу. Такое решение, по его мнению, заложило бы основу для распада Австро-Венгерской монархии.